# Wladimir Nikolajewitsch Jeschejew
Wladimir Nikolajewitsch Jeschejew (kyr. Владимир Николаевич Ешеев) (* 7. Mai 1958 in Novaya Zarya, Region Transbaikalien) ist ein sowjetischer Bogenschütze burjatisch-russischer Herkunft.
Jeschejew nahm an drei Olympischen Sommerspielen teil; am erfolgreichsten war er in Seoul mit einer Bronzemedaille. 1980 war er sechster, 1992 achter. Mit der Mannschaft erreichte er die Plätze 5 (1988) bzw. 8 (1992), als er für das Vereinte Team am Start war.
Bei den Weltmeisterschaften im Bogenschießen 1987 wurde Jeschejew Weltmeister.